# 오하라촌 (시가현 고카군)
오하라촌(大原村)은 시가현 고카군에 설치되었던 촌이다.